# Dương Phụ
Dương Phụ (chữ Hán: 杨阜, ? - ?), tên tự là Nghĩa Sơn, người huyện Ký, quận Thiên Thủy, Lương Châu , quan viên nhà Tào Ngụy thời Tam Quốc trong lịch sử Trung Quốc.

## Khởi nghiệp Lương Châu
Phụ sớm nổi danh, được làm Lương Châu tòng sự. Châu mục Vi Đoan chọn Phụ làm sứ giả đến Hứa Đô, bái ông làm An Định trưởng sử. Phụ trở về, chư tướng Quan Hữu hỏi tình hình chiến sự giữa Viên Thiệu và Tào Tháo, ông nhận định Viên bấy giờ tuy mạnh nhưng ắt bại, Tào ắt thắng.
Phụ cho rằng chức Trưởng sử vốn là tạm thời, nên rời chức. Đến khi Vi Đoan làm thái phó, con Đoan là Vi Khang thay làm thứ sử, vời Phụ làm Biệt giá. Phụ được xét Hiếu liêm, vời đến phủ Thừa tướng, Vi Khang dâng biểu giữ ông lại làm Tham quân sự.

## Đánh bại Mã Siêu
Mã Siêu thua trận tại Vị Nam (211), chạy sang phương tây. Tào Tháo đuổi đến An Định, gặp lúc Tô Bá nổi dậy ở Hà Gian, nên phải đem quân quay về phương đông. Phụ khi ấy làm Phụng sứ, nói với Tào Tháo: “Siêu có cái dũng của Kình Bố rất được lòng người Khương, Hồ, Tây châu (tức Lương châu) e sợ. Nếu đại quân quay về, không nghiêm ngặt phòng bị, các quận Lũng Thượng sẽ không còn thuộc về nước nhà nữa.” Tào Tháo cho là phải, nhưng phải vội vã quay về, nên việc phòng bị không được chu toàn. Siêu soái thủ lĩnh các dân tộc thiểu số đánh quận, huyện Lũng Thượng, các nơi ấy đều hưởng ứng ông ta, chỉ có Ký Thành – là nơi ẩn náu cuối cùng các quan viên Lương châu – cố thủ. Siêu nắm hết quân đội Lũng Hữu, lại được Trương Lỗ sai đại tướng Dương Ngang trợ giúp, có hơn vạn người, đến đánh thành. Phụ soái sĩ đại phu cùng con em tông tộc tòng quân, được hơn ngàn người, sai em họ Dương Nhạc ở trên thành làm doanh hình trăng lưỡi liềm, chống lại Mã Siêu; từ tháng giêng ÂL đến tháng 8 ÂL năm Kiến An thứ 17 (212) kiên thủ, không có viện binh. Biệt giá Diêm Ôn lặn dưới hào nước đi cầu cứu, bị Mã Siêu giết chết, vì thế các quan thứ sử, thái thú sợ hãi, tính kế đầu hàng. Phụ gào khóc can ngăn, nhưng bọn họ không nghe, mở cửa thành đón Mã Siêu. Mã Siêu vào thành, bắt giữ Dương Nhạc, giết thứ sử, thái thú.
Phụ nuôi chí báo thù, nhưng chưa tìm được cơ hội. Sau đó ít lâu, Phụ lấy cớ chôn cất vợ để rời đi. Anh họ bên ngoại của Phụ là Khương Tự đang đồn trú Lịch Thành, ông vốn lớn lên ở nhà Tự, bèn đến thăm mẹ Tự và Tự, kể lại việc ở Ký Thành, sụt sùi bi thương. Phụ bày tỏ ý định của mình, mẹ Tự cảm khái, nên yêu cầu Tự giúp ông. Phụ mưu tính khởi binh, có sự tham gia của người cùng quận là bọn Khương Ấn, Triệu Ngang, Doãn Phụng, Diêu Quỳnh, Khổng Tín, người quận Vũ Đô là bọn Lý Tuấn, Vương Linh, định xong kế hoạch, sai em họ Dương Mô báo tin đến Ký Thành cho Dương Nhạc, sau đó kết nạp người quận An Định là Lương Khoan, người quận Nam An là bọn Triệu Cù, Bàng Cung. Tháng 9 ÂL, bọn Phụ cùng Khương Tự khởi binh ở Lỗ Thành. Mã Siêu nghe tin, tự đem quân đi đánh. Bọn Lương Khoan, Triệu Cù giải thoát cho Dương Nhạc, đóng cửa Ký Thành, giết vợ con của Mã Siêu. Mã Siêu tập kích Lịch Thành, bắt được mẹ Khương Tự, vì bà ta quát mắng, nên Siêu giận mà giết đi. Phụ cùng Mã Siêu giao chiến, trên mình chịu 5 vết thương, con em họ hàng chết mất 7 người, Siêu thua chạy về với Trương Lỗ ở phía nam.
Tào Tháo thưởng công đánh Mã Siêu, giành lại Lũng Hữu, phong hầu cho 11 người, ban Phụ tước Quan nội hầu.

## Cai trị Vũ Đô
Năm 215, Tào Tháo đánh chiếm Hán Trung, lấy Phụ làm thứ sử Ích Châu. Trở về, ông được phong làm thái thú Kim Thành, chưa lên đường, lại chuyển làm thái thú Vũ Đô. Quận này tiếp giáp khu vực mà Lưu Bị chiếm cứ, Phụ xin dựa vào lối cũ của Cung Toại, vỗ về dân chúng. Gặp lúc Lưu Bị sai Trương Phi, Mã Siêu từ Tự Đạo chiếm Hạ Biện, được hơn vạn người Đê ở 7 bộ lạc của bọn Lôi Định hưởng ứng. Tào Tháo sai Đô hộ Tào Hồng kháng cự, Mã Siêu lui về. Hồng bày tiệc rượu, lệnh cho bọn con hát mặc áo tơ mỏng, biểu diễn Đạp Cổ, khách khứa đều thích thú. Phụ lớn tiếng chỉ trích Hồng rằng: “Nam nữ khác biệt là lễ tiết của nước nhà, sao lại có con gái lõa thể ở trong nhà. Dẫu Kiệt, Trụ gây loạn, cũng không quá đáng như thế này!” rồi rũ áo bỏ đi. Hồng vội đuổi bọn con hát đi, mời Phụ trở lại chỗ ngồi, tỏ ra kính trọng, kiêng dè.
Sau đó Hán Trung thuộc về Lưu Bị (219), nên Hạ Biện bị uy hiếp, Tào Tháo cho rằng Vũ Đô xa xôi lẻ loi, muốn dời dân lùi sâu hơn vào nội địa, nhưng lại sợ họ quyến luyến quê hương; Phụ vốn có uy tín, trước sau dời dân người Hán, Đê đến giao giới các quận Kinh Triệu, Phù Phong, Thiên Thủy để định cư. Phụ làm việc chỉ cốt giữ đại thể, nhưng kẻ dưới đều không nỡ lừa dối ông. Tào Ngụy Văn đế hỏi bọn thị trung Lưu Diệp: “Vũ Đô thái thú là người như thế nào?” Bọn họ đều khen ngợi chí tiết của Phụ, nhưng ông chưa được trọng dụng thì Văn đế qua đời. Phụ ở quận hơn 10 năm, được phong làm Thành môn hiệu úy.

## Can ngăn hoàng đế
Phụ từng trông thấy Tào Ngụy Minh Đế đội mũ vẽ, mặc áo lụa phiêu (xanh/trắng) ngắn tay, bèn hỏi rằng: “Đây là y phục theo lễ nghi gì vậy?” Tào Duệ im lặng không đáp, từ đấy không mặc nghiêm chỉnh thì không gặp Phụ.
Phụ được thăng làm Tương tác đại tượng. Khi ấy Minh đế sửa sang cung thất, chọn mỹ nữ sung vào hậu đình, lại nhiều lần ra ngoài săn bắn, Phụ dâng sớ can ngăn. Minh Đế hạ chiếu khen ngợi.
Phụ được thăng làm Thiếu phủ. Bấy giờ Đại tư mã Tào Chân đánh Thục, gặp mưa không thể tiến quân. Phụ dâng sớ đề nghị lui quân, Minh đế nghe theo.
Minh đế hạ chiếu nghị luận về các biện pháp chính trị gây bất tiện cho dân, Phụ bàn rằng trị nước thì cần nhiệm dụng hiền tài, làm giàu cho nước thì cần khuyến khích nông nghiệp; nhiệm dụng hiền tài thì cần tránh tuyển chọn thân tín, khuyến khích nông nghiệp thì cần tránh ép dân lao dịch.
Phụ dâng sớ đề nghị thải hồi những cung nhân thất sủng, rồi triệu viên lại ở Ngự phủ đến hỏi số người ở hậu cung là bao nhiêu. Viên lại làm theo lệ cũ, đáp rằng đó là bí mật. Phụ cả giận, phạt viên lại 100 trượng, trách mắng rằng: “Nước nhà không giữ bí mật với cửu khanh, mà tên lại nhỏ lại có bí mật à?” Minh đế nghe được, càng kính sợ Phụ.
Minh đế yêu con gái là Tào Thục, khi Thục chết yểu, vua Ngụy rất đau lòng, truy phong làm Bình Nguyên công chúa, lập miếu ở Lạc Dương, táng ở Nam lăng. Minh Đế tự đưa tang, Phụ dâng sớ rằng: “Khi Văn hoàng đế, Vũ Tuyên hoàng hậu băng, bệ hạ đều không đưa tang, là vì xem trọng xã tắc, đề phòng việc chẳng lành vậy. Sao lại đưa tang một đưa trẻ còn ẵm ngửa kia chứ?” Vua không nghe.
Minh đế đã xây mới cung điện ở Hứa Xương, lại muốn sửa sang đài, gác của cung điện tại Lạc Dương. Phụ dâng sớ can ngăn, vua tự tay làm chiếu vỗ về. Mỗi khi triều đình hội nghị, Phụ xem thiên hạ là trách nhiệm của mình, nhiều lần tranh luận can ngăn, vua không nghe, nên ông mấy lần rời chức, nhưng chưa được chấp thuận.
Không rõ Phụ mất khi nào, của nhà không dư dả gì. Con là Báo được kế tự.